# James Fouché
James Fouché, né le 28 mars 1998 à Auckland, est un coureur cycliste néo-zélandais.

## Biographie
James Fouché pratique d'abord le triathlon dans sa jeunesse. C'est dans cette discipline qu'il découvre ses aptitudes pour le cyclisme.
En 2016, il devient champion d'Océanie sur route et champion de Nouvelle-Zélande du contre-la-montre chez les juniors (moins de 19 ans). Il se classe également deuxième d'un contre-la-montre sur le Tour de l'Abitibi. En fin d'année, il représente son pays lors des championnats du monde juniors de Doha. 
Il rejoint l'équipe continentale britannique Wiggins en 2018. Au mois de janvier, il est sacré champion de Nouvelle-Zélande sur route dans la catégorie (moins de 23 ans). Il obtient ensuite de bons résultats sur le territoire européen en finissant deuxième de la Classica da Arrábida, ou encore septième et meilleur grimpeur du Triptyque des Monts et Châteaux. 
En janvier 2019, il remporte trois titres aux championnats de Nouvelle-Zélande (course en ligne, course en ligne espoirs et contre-la-montre espoirs). De retour en Europe, il termine meilleur grimpeur du Tour d'Antalya et du Tour de l'Alentejo, mais également cinquième d'À travers les Hauts-de-France et sixième de Gand-Wevelgem espoirs. Après ses performances, il devient stagiaire au sein de la formation Mitchelton-Scott, qui évolue dans le World Tour. Cette dernière ne lui offre cependant pas de contrat à l'issue de son stage. 

## Palmarès
- 2015
  - 2e du championnat de Nouvelle-Zélande du contre-la-montre juniors
- 2016
  -  Champion d'Océanie sur route juniors
  -  Champion de Nouvelle-Zélande du contre-la-montre juniors
  -  Médaillé d'argent du championnat d'Océanie du contre-la-montre juniors
- 2017
  - 2e du championnat de Nouvelle-Zélande du contre-la-montre espoirs
  - 2e du championnat de Nouvelle-Zélande sur route espoirs
  - 3e du championnat de Nouvelle-Zélande du critérium
- 2018
  -  Champion de Nouvelle-Zélande sur route espoirs
  - 2e de la Classica da Arrábida
  - 3e du championnat de Nouvelle-Zélande du contre-la-montre espoirs
- 2019
  -  Champion de Nouvelle-Zélande sur route
  -  Champion de Nouvelle-Zélande sur route espoirs
  -  Champion de Nouvelle-Zélande du contre-la-montre espoirs
- 2021
  - Prologue (contre-la-montre par équipes) et 6e étape du Tour de Southland
- 2022
  -  Champion d'Océanie sur route
  -  Champion de Nouvelle-Zélande sur route
  - Ronde de l'Oise : 
    - Classement général
    - 1re étape

  - 3e du Lake Taupo Cycle Challenge
- 2023
  - Grand Prix Pino Cerami
  - 2e de la Gravel and Tar Classic

## Classements mondiaux
| Année                                 | 2017  | 2018 | 2019 | 2020  | 2021  | 2022 | 2023 | 2024  |
| ------------------------------------- | ----- | ---- | ---- | ----- | ----- | ---- | ---- | ----- |
| Classement mondial                    | 2095e | 994e | 472e | 1699e | 1607e | 175e | 665e | 1014e |
| UCI Europe Tour                       | nc    | 898e |      |       |       |      |      |       |
| UCI Oceania Tour                      | 58e   | 41e  | 26e  | 84e   | 53e   | 10e  | 42e  | nc    |
|                                       |       |      |      |       |       |      |      |       |
| Légende : nc = non classéSource : UCI |       |      |      |       |       |      |      |       |